# Sidymella jordanensis
Sidymella jordanensis là một loài nhện trong họ Thomisidae.
Loài này thuộc chi Sidymella. Sidymella jordanensis được Ilka Maria Fernandes Soares miêu tả năm 1944.